# José Mariano Carneiro da Cunha
José Mariano Carneiro da Cunha (Pernambuco, 8 de agosto de 1850 – Rio de Janeiro, 8 de junho de 1912) foi um político, abolicionista, jornalista, bacharel em direito, deputado federal e vereador da cidade do Recife.

## Nascimento
José Mariano Carneiro da Cunha (1850-1912) nasceu em família da aristocracia canavieira, no Engenho Caxangá, no município de Gameleira, atual distrito de Ribeirão, em Pernambuco, no dia 8 de agosto de 1850. Com o objetivo de estudar, Mariano foi morar no Recife e ingressou na Faculdade de Direito do Recife, onde graduou-se Bacharel em Ciências Jurídicas e Sociais em 1870.
Seu pai, Mariano Xavier Carneiro da Cunha, era tenente-coronel da Guarda Nacional e proprietário dos engenhos Caxangá e Mangueira, em Gameleira, e do engenho Jardim, em Sirinhaém. Sua mãe, Aurélia Honória Velloso da Silveira tinha entres seus antepassados importantes combatentes da Revolução de 1817 e da Revolução Praieira de 1848.

### Período Acadêmico
Enviado para estudar no Recife José Mariano ingressou, aos quinze anos de idade, em março de 1866, na Faculdade de Direito de Recife. Na época, a FDR foi um local de efervescência das ideias liberais fomentadas pela Revolução Francesa e pela Revolução Pernambucana de 1817. O ambiente acadêmico fomentou o seu engajamento na luta contra a escravidão e, nos pleitos pelos direitos e liberdades do povo. O bacharel estudou com figuras ilustres do cenário intelectual e político do Império como Rui Barbosa, Herculano Bandeira e Joaquim Nabuco, que posteriormente tornou-se seu companheiro nas campanhas abolicionistas e eleitorais no Recife da década de 1880.

## Trajetória política e vida pública
Compreendendo a eficácia da imprensa para difundir projetos políticos, José Mariano fundou o jornal A Província, com filosofia abolicionista. O periódico foi o principal meio à qual seu fundador pretendia mover e alcançar seus objetivos em favor do partido liberal e no combate à escravidão. Seu primeiro número saiu em dezembro de 1872. A publicação começou fazendo oposição ao Bispo de Olinda, Dom Vital Maria Gonçalves de Oliveira, no episódio denominado Questão Religiosa. No confronto das ideias de católicos e maçons, houve um decreto que proibia a presença dos últimos nas irmandades católicas, pois, para as autoridades religiosas os maçons exerciam poder na política e isso ameaçava o domínio da igreja. Com a efetuação do decreto elaborado pelo Papa Pio IX, decorreram retaliações e mobilizações de ambos os lados. As lutas cessaram com a condenação e prisão do Bispo de Olinda, em 2 de janeiro de 1874, e sua transferência para o Arsenal de Guerra do Rio de Janeiro.
A partir de 1 de outubro de 1873, A Província se transforma em jornal diário, tendo como seu redator-chefe José Maria de Albuquerque Melo. Em 1876, nas eleições municipais do Recife José Mariano saiu candidato a vereador e ganhou por uma quantidade significativa de votos, pois ele contava com grande popularidade na cidade, sendo conhecido como tribuno do povo. Na Câmara de Vereadores, atuou em prol da população, tendo papel decisivo em questões de segurança, salubridade pública, urbanização, regulamentação de preços de alimentos e cobrança de impostos. Em sua estreia na sessão parlamentar de 8 de janeiro 1877, José Mariano apresentou seu primeiro projeto, que tinha como pauta o amparo financeiro daqueles que lutaram na Guerra do Paraguai.
José Mariano ingressou na carreira política no Partido Liberal, ao lado de Afonso Olindense, João Barbalho Uchoa Cavalcanti, João Francisco Teixeira, João Ramos, José Maria de Albuquerque Melo, Luís Ferreira Maciel Pinheiro e juntos traçaram as bases do que viria a ser o Movimento Abolicionista de Pernambuco.
Candidato do Partido Liberal pelo 2° distrito nas eleições para deputados gerais de 1878, concorrendo ao lado de Joaquim Nabuco (ambos do Partido Liberal), acabou sendo o deputado mais bem votado do Recife desta eleição. José Mariano desempenhou, durante o império, o mandato de deputado geral por duas vezes, de deputado provincial por duas e um de vereador. Com a proclamação da república exerceu três mandatos como deputado federal.
Com o advento da República em 1889 o abolicionista fundou no Recife a Sociedade Protetora da Infância Desvalida. A Sociedade, de caráter filantrópico, buscava arrecadar recursos  para alforriar filhos de escravizados e promover a instrução destes, pois o Estado não assumia esse dever.
De acordo com Gilberto Freyre, ao longo da década de 1880, José Mariano se confraternizou com o povo de forma simples e pitoresca. Comendo sarapatel e bebendo vinho ordinário pelos quiosques, como qualquer tipógrafo ou revisor de jornal.
José Mariano permaneceu nas atividades partidárias com a instauração da República, ele era contrário ao regime do segundo presidente republicano, o Marechal Floriano Peixoto. No dia 5 de novembro de 1893 publica na edição do jornal "A Província" um manifesto apoiando a Revolta da Armada, que ocorria no Rio de Janeiro, onde pedia: "É preciso que a nação inteira se levante e faça uma última intimação ao Marechal Floriano Peixoto para que deixe o poder, pelo bem da paz e salvação da República".
No dia 14 de novembro de 1893, José Mariano foi preso, por ordem do governador Barbosa Lima, e em seguida levado para o Forte do Brum, no centro do Recife, transferido depois para a Fortaleza da Laje, no Rio de Janeiro. Apesar de preso, foi candidato às eleições para deputado federal em 1º de março de 1894, sendo eleito junto com seus companheiros de chapa do 1º Distrito Eleitoral de Pernambuco.
O periódico "A Província", fundado por Mariano, anunciou em sua primeira página, em 19 de setembro de 1894, a soltura de seu fundador no Rio de Janeiro. Em 13 de outubro 1894, José Mariano chega ao Recife. Nessa ocasião foram programados eventos para festejar seu retorno. Entretanto, o governador Barbosa Lima, alegando "prevenir possíveis desordens", enviou policiais as principais ruas da cidade. Apesar dos confrontos policiais e dos incidentes, as comemorações duraram cerca de três dias.
Em 1897, Mariano é preso novamente devido ao estado de sítio que havia sido declarado pelo então presidente Prudente de Moraes, após ter sofrido um atentado causando a morte do ministro da Guerra. Entretanto, o periódico "A Província" emitiu uma nota em 18 de novembro de 1897 declarando a inocência do deputado José Mariano. Após ter provado sua isenção a respeito do atentado ao presidente Prudente de Moraes, Mariano foi liberado pelos militares.
Com a morte de sua esposa, no dia 24 de abril de 1898, José Mariano se afasta da vida pública. Em 1899, com a perda da sua fortuna e em más condições financeiras por conta da política militante, a sua retirada da política partidária se amplia. A melhoria econômica vem em 1903 quando é nomeado Oficial do Registro de Títulos, pelo Presidente Rodrigues Alves, recebendo um Cartório de Títulos e Documentos localizado na Rua do Rosário, no Rio de Janeiro e se recolhe aos afazeres notariais.
Como ainda era popular no Recife, em 1912 foi eleito com quase 10 mil votos deputado federal da bancada de Pernambuco pelo Partido Republicano Conservador. Poucos meses após assumir o mandato, veio a falecer no Rio de Janeiro.

### Club Cupim
De acordo com Carneiro Vilela, em 8 de outubro de 1884, a partir de uma reunião marcada por João Ramos, junto a outros abolicionistas pernambucanos, surgiu o Club Relâmpago depois transformado em Club do Cupim. Essa associação abolicionista intensificou a campanha contra a escravidão em Pernambuco utilizando de instrumentos fora da legalidade, organizando fugas e levando cativos para fora da província.
O grupo fundou uma sociedade secreta adotando sinais próprios, toques, senhas e apelidos para manter a segurança e a identidade dos participantes em sigilo. A associação chegou a ter 300 auxiliares. Os dezenove membros iniciais se protegiam sob os pseudônimos referentes aos nomes das províncias do império, o de José Mariano era "Espírito Santo".
Por conta da perseguição a sede do Club funcionou na Rua Barão da Vitória, n. 54 (atual Rua Nova) até 1° de novembro de 1885. Depois os membros passaram a não ter local fixo para fazer as reuniões e encontravam-se no meio de pontes, embaixo de árvores ou no fundo de armazéns ou vendas.

### O Club Popular
José Mariano era conhecido pelos jornalistas pernambucanos por ser um hábil orador e por se envolver em polêmicas, tinha essa fama desde os tempos da Faculdade de Direito do Recife. O  bacharel militava por amplas reformas políticas e sociais, por isso, em abril de 1869, filiou-se ao Club Popular.
O Club Popular foi criado em 1º de maio de 1869 por um grupo de liberais, entre eles, João Francisco Teixeira, Antonio da Costa Ribeiro e Aprígio Justiniano. Sua sede ficava em um casarão no Cais do Ramos, bairro de Santo Antônio, era lá que aconteciam habitualmente as conferências públicas. A imprensa recifense da época descrevia o Club enquanto "uma associação familiar na qual políticos e propagandistas da grei liberal poderiam se articular e resolver assuntos do interesse do partido e dos seus aliados".
De acordo com Felipe Azevedo, para tornar-se sócio do Club Popular era necessário o pagamento de uma mensalidade e que o membro fosse "reconhecidamente liberal", ou seja, que suas ideias fossem orientadas por princípios defendidos pelo Club.
Os membros da agremiação, que em 1874 contava com 466 sócios, costumavam participar de reuniões para discutir a respeito da política partidária, da necessidade de promulgar leis democráticas e para debater novas teorias, como o positivismo. As teses antiescravistas e a laicização das instituições estatais eram pautas do Club Popular, contudo, eram defendidas apenas por uma minoria dentro do Partido Liberal, liderada por José Mariano.
Deste modo, junto ao Club Popular, Mariano organizou mobilizações a favor dos direitos dos pernambucanos e dos brasileiros, como também, defendeu o reconhecimento do programa e da presença do Partido Liberal no cenário político imperial. Tudo isso apoiando-se nas prerrogativas sancionadas pela Constituição. José Mariano alcançou notoriedade pelos discursos proferidos no âmbito das ações do Club Popular e, por isso foi eleito pelo conselho da associação como 2º orador.
Segundo Tadeu José Gouveia de Sales, para além de uma escola cívica, o Club Popular desempenhou a função de tribuna para conferências públicas. Em seus discursos Mariano debatia a conjuntura política do seu tempo indicando a urgência de implementar práticas democráticas e amplas reformas sociais voltadas para o povo.

## Olegária da Costa Gama
Segundo Tadeu Sales, na casa de José Mariano, localizada no bairro do Poço da Panela, no Recife, sua prima e esposa Olegaria Gama Carneiro da Cunha, fornecia abrigo para os escravizados fugidos das senzalas. Alguns dos fugitivos eram escondidos em barcos, cobertos de capim ou de palha de coqueiro, e levados pelo rio Capibaribe que passava no fundo do seu palacete. A rota de fuga remetia os cativos para a Província do Ceará, que já havia promovido a abolição da escravidão desde o ano de 1884. Dona olegarinha abraçou a causa abolicionista junto com o seu companheiro e era conhecida como "mãe dos pobres", "mãe do povo" e "mãe dos escravos".
Vítima de uma influenza, Dona Olegária, morre no dia 24 de abril de 1898. Seu cortejo foi acompanhado por uma quantidade significativa de pessoas, que foram do Poço da Panela, até o cemitério de Santo Amaro, onde foi sepultada.

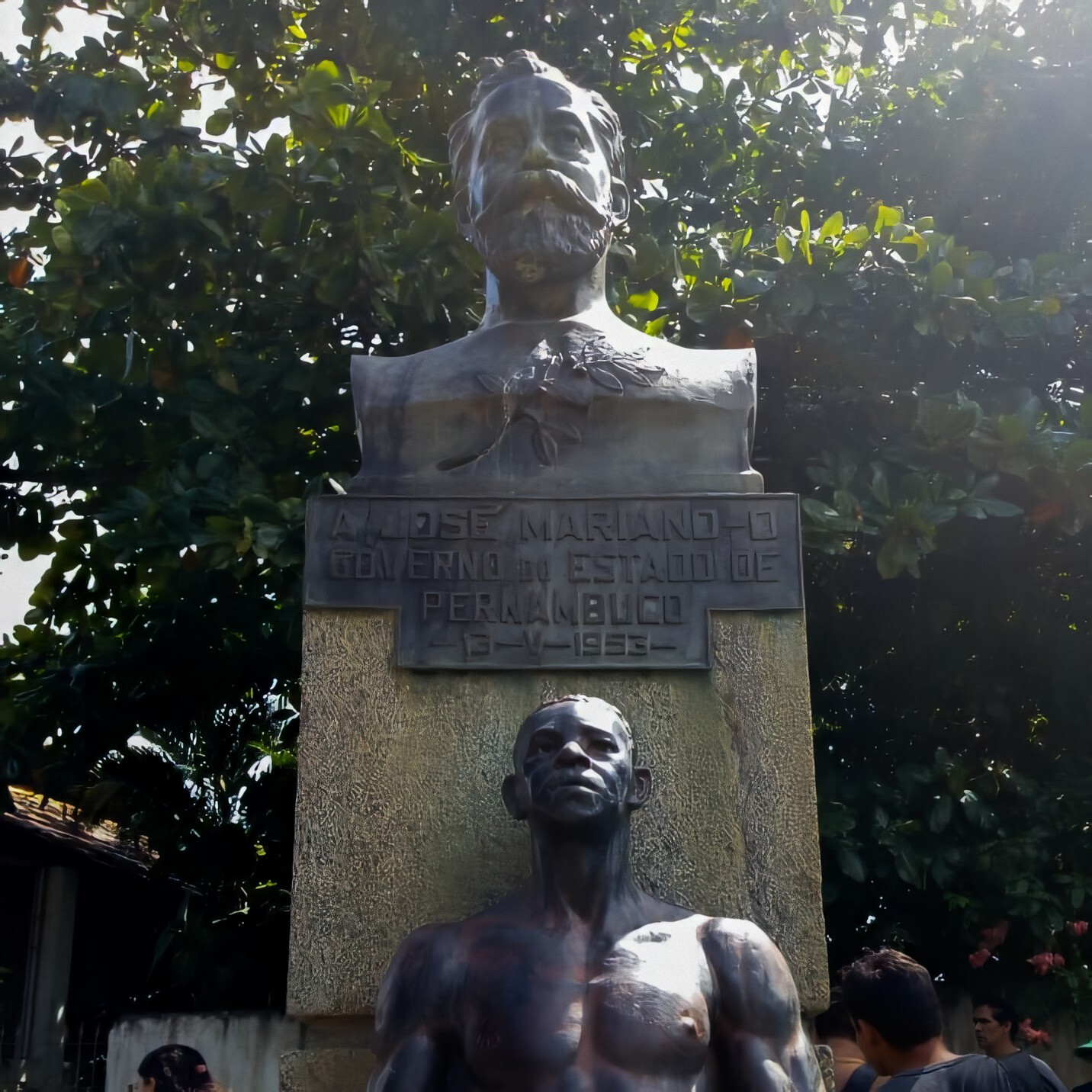
Busto do José Mariano, que se encontra no Poço da Panela. Representa a luta contra a escravidão.

## Morte
José Mariano faleceu por causa de um derrame cerebral, em sua residência, no Rio de Janeiro, no dia 8 de junho de 1912. Seu corpo foi embalsamado e levado para o Recife, a bordo do navio Ceará. Em sua homenagem, a câmara de vereadores do Recife, em 1940, recebeu o nome de "Casa de José Mariano". Seu nome também é lembrado em uma das margens do rio Capibaribe, o "Cais José Mariano". No largo do Poço da Panela, foi erguido um busto do abolicionista, junto com uma estátua de um cativo liberto.